# 31-я стрелковая дивизия
31-я стрелковая дивизия — воинское соединение СССР в Великой Отечественной войне.

## Боевой путь
Сформирована в ноябре 1925 года в районах донских станиц и хуторов Калач, Прудбой, Белая Калитва, Нижне- Чирская, Верхне-Чирская на основе 93-го Краснознамённого стрелкового полка.
В действующей армии: с 14.10.1941 по 29.03.1943, с 01.06.1943 по 23.07.1943, с 08.08.1943 по 05.09.1944 и с 30.10.1944 по 11.05.1945 года.
На 22.06.1941 года дислоцировалась в Ереване, части дивизии находились на иранской и турецкой границе. 07.10.1941 направлена под Москву, однако в пути перенаправлена в Ростов-на-Дону. По мере прибытия с 14.10.1941 года вступает в оборонительные бои в районе Таганрога, с 17.10.1941 года противник прорвал оборону на рубеже дивизии и к 20.10.1941 года дивизия была вынуждена отойти за Дон. С 25.11.1941 года участвует в освобождении Ростова-на-Дону, заняла позиции на реке Миус до весны 1942 года, когда начала отступление с боями в район Кавказа через Батайск.
В августе 1942 года обороняет рубеж реки Белой под Майкопом, прикрывая направление Майкоп — Хадыженск — Туапсе. С 13.08.1942 отходит на Главный Кавказский хребет в район Режет-Маратуки, где перешла к обороне, прикрывая Лазаревское направление. (в районе хуторов Режет, Маратуки, Тубы и на склонах горы Оплепен — на высоте 10.10). В сентябре 1942 года пополнена 818-м стрелковым полком, сформированным на базе 9-й мотострелковой дивизии НКВД и вошла в так называемую группу лазаревского направления. С 18.08.1942 по 11.01.1943 года находится в обороне на том же рубеже.
11.01.1943 года с рубежа Церковный, высота 509,9 — в наступлении общем направлении на Самурскую, в результате контратак была отброшена с исходного рубежа.
С февраля 1943 года принимает участие в Краснодарской наступательной операции, 12.02.1943 года освобождает Краснодар.
Вышла к Днепру, разбив вражескую группировку в районе Дарницы и 26-30.09.1943 года форсирует Днепр у посёлка городского типа Аулы (Криничанский район, Днепропетровская область)
Затем, в 1944 году принимала участие в Корсунь-Шевченковской операции, Уманско-Ботошанской операции и Ясско-Кишинёвской операции, участвуя, в том числе, в освобождении Кишинёва.
21.01.1945 года дивизия вступила на территорию Германии, принимала участие а Сандомирско-Силезской операции, Нижнесилезской операции, Берлинской стратегической операции
Боевые действия закончила участием в Пражской операции.

## Полное название
31-я стрелковая Сталинградская Краснознамённая орденов Суворова и Богдана Хмельницкого дивизия

## Подчинение
- Закавказский военный округ, 40-й стрелковый корпус- на 22.06.1941 года
- Закавказский фронт, 45-я армия — на 01.10.1941 года
- Южный фронт, 56-я армия — на 01.01.1942 года
- Закавказский фронт, Черноморская группа войск, 18-я армия — на 01.10.1942 года
- Северо-Кавказский фронт, фронтовое подчинение — на 01.04.1943 года
- Юго-Западный фронт, 46-я армия — на 01.07.1943 года
- Степной фронт, 46-я армия — на 01.10.1943 года
- 2-й Украинский фронт, 26-й гвардейский стрелковый корпус, фронтовое подчинение — с 20.10.1943 года.
- 2-й Украинский фронт, 52-я армия, 73-й стрелковый корпус — на 01.04.1944 года.
- 2-й Украинский фронт, 4-я гвардейская армия, 78-й стрелковый корпус — на 01.07.1944 года.
- Резерв Ставки ВГК, 52-я армия, 78-й стрелковый корпус — c 05.09.1944 года.
- 1-й Украинский фронт, 52-я армия, 78-й стрелковый корпус — c 30.10.1944 года.
- 1-й Украинский фронт, 52-я армия, 73-й стрелковый корпус — на 01.04.1945 года.

## Состав

### На 1931-й год (с указанием места дислокации)
- Управление дивизии (Сталинград)
- 31-й артиллерийский полк (Сталинград)
- 91-й «Астраханский» стрелковый полк (Астрахань)
- 92-й «Ленинградский» стрелковый полк (Сталинград)
- 93-й «Донской» стрелковый полк (Сталинград)

### 22.06.1941 г. — 1945 год.
- 75-й стрелковый полк
- 177-й стрелковый полк (до 20.11.1942)
- 248-й стрелковый полк
- 818-й стрелковый полк (с 30.09.1942)
- 32-й лёгкий артиллерийский полк
- 129-й гаубичный артиллерийский полк
- 151-й отдельный истребительно-противотанковый дивизион
- 86-я отдельная разведывательная рота
- 104-й отдельный сапёрный батальон
- 128-й отдельный батальон связи (до 23.04.1943)
- 128-я отдельная рота связи (с 23.04.1943 до 01.08.1943)
- 1449-я отдельная рота связи (с 01.08.1943 по 25.11.1944)
- 52-й отдельный батальон связи (с 25.11.1944)
- 16-й медико-санитарный батальон
- 282-я отдельная рота химический защиты
- 435-я автотранспортная рота
- 686-я (33-я, 292-я) полевая хлебопекарня
- 188-й дивизионный ветеринарный лазарет
- 24-я дивизионная мастерская
- 88-я полевая почтовая станция
- 211-я полевая касса Госбанка

Периоды вхождения в состав Действующей армии:
- 14 октября 1941 года — 29 марта 1943 года;
- 1 июня 1943 года — 23 июля 1943 года;
- 8 августа 1943 года — 5 сентября 1944 года;
- 30 октября 1944 года — 11 мая 1945 года.

Перечень № 5 Стрелковых, горнострелковых, мотострелковых и моторизованных дивизий, входивших в состав действующей армии в годы Великой Отечественной войны 1941—1945 гг. / А. П. Покровский. — М.: Министерство обороны, 1956. — 218 с.

## Командиры
- Седякин, Александр Игнатьевич (29 сентября 1919 — 16 февраля 1920);

…
- Хозин, Михаил Семёнович (21.09.1925 — 23.09.1926)
- Тимошков, Сергей Прокофьевич (октябрь 1926 — май 1930);
- Клёнов, Пётр Семёнович (1.05.1930 — 19.01.1934);

…
- комбриг Хлебников, Владимир Владимирович (январь 1936 г. — 8 февраля 1938);
- Озимин, Михаил Иванович (07.04.1938 — 09.08.1942), полковник, с 27.12.1941 генерал-майор;
- Ивановский, Станислав Антонович (10.08.1942 — 03.09.1942), генерал-майор;
- Серов, Георгий Иванович (04.09.1942 — 12.10.1942), полковник;
- Богданович, Пётр Константинович (13.10.1942 — 02.12.1943), полковник, с 28.04.1943 генерал-майор;
- Кирюшин, Константин Васильевич (03.12.1943 — 08.12.1943), полковник;
- Богданович, Пётр Константинович (09.12.1943 — 09.02.1944), генерал-майор;
- Хильчевский, Иван Федотович (10.02.1944 — 11.05.1945), полковник.

## Воины дивизии — Герои Советского Союза
- Ахметов, Абдулла Шангареевич, командир телефонного отделения 1449-й отдельной роты связи старший сержант. Герой Советского Союза. Звание присвоено 22.02.1944 года, за отвагу при форсировании Днепра (обеспечил связь командира 248-го стрелкового полка с наблюдательным пунктом дивизии).
- Батуков, Михаил Сергеевич, командир сапёрного отделения 104-го отдельного сапёрного батальона, старший сержант. Герой Советского Союза. Звание присвоено 22.02.1944 года, за отвагу при форсировании Днепра 28-30.09.1943 года (осуществлял переправу войск, заменил с бойцами погибший расчёт 45-мм пушки).
- Бреус, Степан Лаврентьевич, наводчик орудия 32-го артиллерийского полка, ефрейтор . Герой Советского Союза. Звание присвоено 13.09.1944 года за отвагу в бою 01.04.1944 года в районе села Пырлица (Корнештинский район, Бельская область, Молдавская ССР) (в течение пятичасового боя метким огнём своего орудия подбил два средних танка и уничтожил до 60 солдат и офицеров противника)
- Гадельшин, Хамит Габдуллович, старший радиотелеграфист 1449-й отдельной роты связи сержант. Герой Советского Союза. Звание присвоено 22.02.1944 года, за отвагу при форсировании Днепра 26.09.1943 года (спас радиостанцию при переправе, установил радиосвязь, под огнём противника бессменно проработал на рации 13 часов).
- Герасименко, Емельян Иванович, командир расчёта миномётной роты 818-го стрелкового полка, старший сержант. Герой Советского Союза. Звание присвоено 22.02.1944 года, за отвагу при форсировании Днепра 26-30.09.1943 года (в районе разъезда Воскобойня огнём с открытой огневой позиции отсек пехоту противника от танков, парализовав его контрнаступление).
- Горохов, Геннадий Иванович, командир дивизиона 32-го артиллерийского полка, капитан. Герой Советского Союза. Звание присвоено 13.09.1944 года за отвагу в бою 01.04.1944 года в районе села Пырлица (Корнештинский район, Бельская область, Молдавская ССР) (умело организовал бой, удержал тактически важный рубеж, обеспечил дальнейший успех стрелковым подразделениям)
- Долженков, Сергей Аниканович, командир батальона 248-го стрелкового полка, капитан. Герой Советского Союза. Звание присвоено 22.02.1944 года за отвагу в боях 26.09.-25.10.1943 года при форсировании реки Днепр и в боях на плацдарме, (развивая наступление 04.10.1943 года овладел разъездом Воскобойня, перерезав железную дорогу между городом Днепропетровск и станцией Верховцево).
- Журавлёв, Лаврентий Степанович, командир пулемётного взвода 248-го стрелкового полка, лейтенант. Герой Советского Союза. Звание присвоено 10.04.1945 года (посмертно) за отвагу в бою 25.01.1945 года под Бреслау Германия, ныне Вроцлав Польша. (поддерживая действия роты, первым во главе взвода преодолел Одер и способствовал захвату плацдарма. Следуя в боевых порядках роты, в тот же день первым ворвался в населённый пункт Трешен. В этом бою погиб).
- Ивашко, Григорий Лазаревич, наводчик орудия 32-го артиллерийского полка, красноармеец . Герой Советского Союза. Звание присвоено 10.04.1945 года (посмертно) за отвагу в бою 25.01.1945 года при форсировании реки Одер и захвате плацдарма юго-восточнее г. Бреслау (Вроцлав, Польша) (сражаясь в составе расчёта в течение шестнадцатичасового боя отбил двенадцать контратак противника и погиб на боевом посту смертью героя)
- Ивкин, Иван Михайлович, командир роты 248-го стрелкового полка, старший лейтенант. Герой Советского Союза. Звание присвоено 10.04.1945 года за отвагу в бою 25.01.1945 года при форсировании Одера (переправился со вверенным подразделением в числе первых, захватил и удержал плацдарм)
- Казарян, Амаяк Левонович, командир батальона 818 стрелкового полка, капитан. Звание присвоено 22.02.1944 года, за отвагу при форсировании Днепра
- Камалеев, Галимзан Камалеевич, командир расчёта миномётной роты 248-го стрелкового полка, сержант. Герой Советского Союза. Звание присвоено 22.02.1944 года, за отвагу при форсировании Днепра 26-27.09.1943 года (закрепившись на плацдарме, огнём миномёта помог пехоте в течение дня отбить шесть ожесточённых атак противника, уничтожив при этом до 30 солдат).
- Ковалёв, Николай Николаевич, командир отделения ПТР 75-го стрелкового полка, младший сержант. Герой Советского Союза. Звание присвоено 22.02.1944 года, за отвагу при форсировании Днепра 26.09.-25.10.1943 года и в боях на плацдарме (при наступлении на село Новоселовка расчёт отразил контратаку 3-х самоходных пушек «Фердинанд», подбил автомашину и уничтожил 75-мм пушку стрелявшую прямой наводкой).
- Кончаков, Николай Степанович, автоматчик 75-го стрелкового полка красноармеец. Герой Советского Союза. Звание присвоено 22.02.1944 года за отвагу в боях 26.09.-25.10.1943 года при форсировании реки Днепр и в боях на плацдарме, (23.10.1943 года в районе высоты 147,6 во время артподготовки в числе первых ворвался во вражеские траншеи увлекая за собой бойцов).
- Крутиленко, Лаврентий Иванович, командир взвода автоматчиков 75-го стрелкового полка младший лейтенант. Герой Советского Союза. Звание присвоено 22.02.1944 года за отвагу в боях 26.09.-25.10.1943 года при форсировании реки Днепр и в боях на плацдарме, (23.10.1943 года в районе высоты 147,6 во время артподготовки первым с пятью автоматчиками ворвался во вражеские траншеи увлекая за собой батальон).
- Латыпов, Габдрахман Хакимович, командир орудия 32-го артиллерийского полка, сержант . Герой Советского Союза. Звание присвоено 10.04.1945 года (посмертно) за отвагу в бою 25.01.1945 года при форсировании реки Одер и захвате плацдарма юго-восточнее г. Бреслау (Вроцлав, Польша) (орудийный расчёт помог переправившейся группе отбить все контратаки, удержать плацдарм до подхода основных сил, уничтожив при этом три пулемёта и до двух взводов пехоты противника)
- Лукин, Владимир Петрович, командир батальона 818-го стрелкового полка капитан. Герой Советского Союза. Звание присвоено 22.02.1944 года за отвагу в боях 26-30.09.1943 года при форсировании реки Днепр, (умелыми действиями и личной инициативой обеспечил разгром опорных пунктов противника и расширение плацдарма).
- Назаренко, Николай Николаевич, разведчик-наблюдатель 32-го артиллерийского полка, рядовой . Герой Советского Союза. Звание присвоено 10.04.1945 года (посмертно) за отвагу в бою 25.01.1945 года при форсировании реки Одер и захвате плацдарма юго-восточнее г. Бреслау (Вроцлав, Польша) (после гибели расчёта занял место наводчика, продолжал один вести огонь по наседавшему противнику, пока не был тяжело ранен в обе ноги)
- Першиков, Фёдор Фёдорович, командир орудия 32-го артиллерийского полка, старший сержант . Герой Советского Союза. Звание присвоено 13.09.1944 года за отвагу в бою 01.04.1944 года в районе села Пырлица (Унгенский район, Молдавская ССР) (подбил два танка, неоднократно водил бойцов в атаку)
- Пономаренко, Павел Андреевич, командир батальона 248-го стрелкового полка, капитан. Герой Советского Союза. Звание присвоено 13.09.1944 года за умелые боевые действия, личную инициативу и стойкость в бою.
- Пыткин, Алексей Петрович, командир взвода сапёров-разведчиков 104-го отдельного сапёрного батальона, младший лейтенант. Герой Советского Союза. Звание присвоено 22.02.1944 года, за отвагу при форсировании Днепра 28-30.09.1943 года (заменил выбывшего командира стрелковой роты, отразил пять контратак противника, личным примером поднял бойцов в атаку и штыковым ударом выбил противника с занимаемых позиций).
- Раджабов, Нарза, ручной пулемётчик 818-го стрелкового полка, красноармеец. Герой Советского Союза. Звание присвоено 13.09.1944 года за отвагу в боях 1-27 марта 1944 года за село Рыжановка Украинская ССР и Негурени-Вень Молдавская ССР (за время боёв огнём своего пулемёта уничтожил до 200 солдат противника).
- Рыбальченко, Семён Васильевич, парторг 248-го стрелкового полка, ефрейтор. Герой Советского Союза. Звание присвоено 13.09.1944 года (посмертно) за отвагу в боях 27-30 марта 1944 года за села Кирилень и Грасень Молдавская ССР. (при прорыве обороны противника первым врывался в опорные пункты врага, увлекая за собой бойцов. В уличных боях и при отражении многократных вражеских контратак уничтожил до 20 и захватил в плен 10 гитлеровцев). Погиб в бою 7 апреля 1944 года.
- Сапатинский, Фёдор Миронович (Сапотинский, стрелок 248-го стрелкового полка, красноармеец. Герой Советского Союза. Звание присвоено 13.09.1944 года за отвагу в бою 30-31 марта 1944 года в районе села Грасень, Молдавская ССР (ведя бой в окружении, умело действуя штыком и прикладом, а зачастую и трофейным оружием, лично уничтожил 18 солдат противника)
- Сархошев, Сергей Абрамович, командир отделения 104-го отдельного сапёрного батальона, старший сержант. Герой Советского Союза. Звание присвоено 22.02.1944 года за отвагу в боях 26.09.-25.10.1943 года при форсировании реки Днепр и в боях на плацдарме, (пробрался в тыл врага в районе разъезда Воскобойня, разрушил на стрелках ж.д. пути, отрезав бронепоезд противника).
- Сергеев, Иван Фёдорович, командир орудия 32-го артиллерийского полка, сержант. Герой Советского Союза. Звание присвоено 13.09.1944 года за отвагу в бою 01.04.1944 года в районе села Пырлица (Корнештинский район, Бельская область, Молдавская ССР) (работая и за командира и за наводчика орудия, успешно отразил контратаку противника во фланг стрелковым подразделениям, уничтожив до 70 солдат и офицеров)
- Сидоренко, Иван Ильич, командир отделения 248-го стрелкового полка младший сержант. Герой Советского Союза. Звание присвоено 22.02.1944 года за отвагу в боях 26.09.-25.10.1943 года при форсировании реки Днепр и в боях на плацдарме, (стремительным натиском бойцы под его командованием сломили сопротивление противника у райцентра Кринички Днепропетровской области, обеспечив дальнейшее продвижение батальона).
- Стрельцов, Василий Дмитриевич, командир батареи 120-мм миномётов 75-го стрелкового полка, капитан. Герой Советского Союза. Звание присвоено 13.09.1944 года за отвагу в боях при форсировании рек Днепр, Южный Буг, Днестр (умело руководя огнём батареи, обеспечил уничтожение живой силы и техники противника)
- Сурмач, Михаил Михайлович, командир батареи 32-го артиллерийского полка, старший лейтенант . Герой Советского Союза. Звание присвоено 10.04.1945 года за отвагу в бою 25.01.1945 года при форсировании реки Одер и захвате плацдарма юго-восточнее г. Бреслау (Вроцлав, Польша) (умело организовав круговую оборону удержал небольшой плацдарм до подхода нашей пехоты, отбил все контратаки, уничтожил восемь пулемётов и до роты пехоты противника.)
- Харченко, Павел Иванович, командир взвода автоматчиков 248-го стрелкового полка лейтенант. Герой Советского Союза. Звание присвоено 22.02.1944 года за отвагу в боях 26-27.09.1943 года при форсировании реки Днепр, (в числе первых переправился на правый берег и обеспечил переправу батальонов).
- Щербаков, Яков Дмитриевич, командир взвода 248-го стрелкового полка, красноармеец. Герой Советского Союза. Звание присвоено 13.09.1944 года за отвагу в боях в марте 1944 года за город Умань (Черкасская область, Украинская ССР) (принял на себя командование взводом, а затем ротой. Ведя бой в окружении рота в течение дня отразила шесть контратак противника. В рукопашном бою лично уничтожил пять гитлеровцев)
- Якибов, Урумбек, (Якибув, Урумбек) командир расчёта 1-й миномётной роты 248-го стрелкового полка, сержант. Герой Советского Союза. Звание присвоено 22.02.1944 года, за отвагу при форсировании Днепра, (в ходе атаки захватил трофейный миномёт, ведя огонь из штатного и трофейного миномётов в течение трёх суток помог пехоте отбить 15 контратак противника).
- Яневич, Николай Иванович, командир взвода 248-го стрелкового полка, лейтенант. Герой Советского Союза. Звание присвоено 10.04.1945 года за отвагу в бою 24-25.01.1945 года на Одерском плацдарме. (в течение двух суток бойцы стрелковой роты Н. И. Яневича отбили 13 яростных атак гитлеровцев, прочно удерживая захваченный плацдарм до подхода других подразделений дивизии).
- Яшнев, Алексей Степанович, командир взвода 248-го стрелкового полка, лейтенант. Герой Советского Союза. Звание присвоено 10.04.1945 года (посмертно) за отвагу в бою 24.01.1945 года при форсировании реки Одер. (первым вместе со своим взводом по льду форсировал Одер и своими умелыми действиями заставил противника оставить траншеи, тем самым обеспечил успех переправы роты и батальона. Погиб смертью храбрых).

## Награды
- 29 апреля 1927 года — присвоено наименование «Сталинградская»
- 13 февраля 1944 года —  Орден Богдана Хмельницкого 2 степени — награждена указом Президиума Верховного Совета СССР от 13 февраля 1944 года за образцовое выполнение боевых заданий командования в боях за освобождении города Звенигородка и проявленные при этом доблесть и мужество[2].
- 19 февраля 1945 года —  Орден Суворова 2 степени — награждена указом Президиума Верховного Совета СССР от 19 февраля 1945 года за образцовое выполнение заданий командования в боях при прорыве обороны немцев западнее Сандомира и проявленные при этом доблесть и мужество[3].
- 19 февраля 1945 года —  Орден Красного Знамени — награждена указом Президиума Верховного Совета СССР от 19 февраля 1945 года за образцовое выполнение боевых заданий командования в боях с немецкими захватчиками за овладение городами Ченстохова, Пшедбуж и Радомско и проявленные при этом доблесть и мужество[4].

Награды частей дивизии:
- 75-й стрелковый Краснознамённый[5] орденов Суворова и Кутузова[6] полк
- 248-й стрелковый Кишинёвский[7] ордена Суворова[5] полк
- 818-й стрелковый орденов Кутузова[5] и Александра Невского[6] полк
- 32-й лёгкий артиллерийский Кишинёвский[7] ордена Суворова[5] полк

## Газета
Выходила газета «Красное Знамя». Редактор — подполковник Сафронов Михаил Андреевич (1911-?)

## Люди связанные с дивизией
- Буланов, Семён Иванович (1902—1942) — советский военачальник, полковник. В 1925—1932 гг. служил командиром роты, ответственным секретарём партбюро, начальником полковой школы и начальником штаба 92-го стрелкового полка.
- Бартенев, Иван Яковлевич — С 10.1925 по 06.1931 служил начальником полковой школы и командиром батальона в 91 сп. С 04.1936 по 06.1937 начальник 1-й части штаба 31 сд. Впоследствии, советский военачальник, полковник.
- Майков, Александр Глебович (1902—19??) — советский военачальник, полковник. В 1929—1933 гг. служил командиром взвода и роты в 92-м стрелковом полку.
- Грачёв, Михаил Алексеевич (1897—1963) — советский военачальник, полковник. В 1925—1929 гг. служил начальником отдела вневойсковой подготовки управления территориального округа дивизии, наблюдающим за физической подготовкой в дивизии, помощником начальника 1-й (оперативной) части штаба дивизии.
- Москаленко, Алексей Прокофьевич (1895—1961) — советский военачальник, генерал-майор. В 1921—1922 гг. служил красноармейцем, командиром эскадрона 1-го кавалерийского полка.